# Belaoka Marovato
Belaoka Marovato is een plaats en commune in het noorden van Madagaskar, behorend tot het district Andapa dat gelegen is in de regio Sava. Een volkstelling in 2001 telde het inwonersaantal op 8.463.
De plaats biedt alleen lager onderwijs aan. 99,5% van de bevolking werkt er als landbouwer. Het belangrijkste landbouwproduct is rijst, andere belangrijke producten zijn ananas, koffie en vanille. Verder is 0,5% actief in de dienstensector.